# Noves
Noves est une commune française située dans le département des Bouches-du-Rhône, en région Provence-Alpes-Côte d'Azur.
Ses habitants sont appelés les Novais.

## Géographie

### Localisation
Situation à proximité de la rocade d'Avignon.  Migrations pendulaires vers Avignon principalement.
Noves est située à exactement 15 km au sud-est d'Avignon.  Sur l'axe Avignon - Marseille, se trouvent également les villes de Cavaillon et Salon-de-Provence (situées respectivement à 15 et 32 km au sud-est de Noves). Marseille, quant à elle, se trouve à 90 km de Noves. L'axe Noves - Cavaillon - Salon-de-Provence coupe le parc naturel régional des Alpilles à son extrémité est. 
| Châteaurenard | Avignon (Vaucluse)     | Caumont-sur-Durance (Vaucluse) |
|               | Noves                  | Cabannes                       |
| Eyragues      | Saint-Rémy-de-Provence | Verquières Saint-Andiol        |

### Climat
Pour des articles plus généraux, voir Climat de Provence-Alpes-Côte d'Azur et Climat des Bouches-du-Rhône.
En 2010, le climat de la commune est de type climat méditerranéen franc, selon une étude du Centre national de la recherche scientifique s'appuyant sur une série de données couvrant la période 1971-2000. En 2020, Météo-France publie une typologie des climats de la France métropolitaine dans laquelle la commune est exposée à un climat méditerranéen et est dans la région climatique Provence, Languedoc-Roussillon, caractérisée par une pluviométrie faible en été, un très bon ensoleillement (2 600 h/an), un été chaud (21,5 °C), un air très sec en été, sec en toutes saisons, des vents forts (fréquence de 40 à 50 % de vents > 5 m/s) et peu de brouillards.
Pour la période 1971-2000, la température annuelle moyenne est de 14,1 °C, avec une amplitude thermique annuelle de 17,9 °C. Le cumul annuel moyen de précipitations est de 659 mm, avec 5,7 jours de précipitations en janvier et 2,4 jours en juillet. Pour la période 1991-2020, la température moyenne annuelle observée sur la station météorologique de Météo-France la plus proche, « Eyragues », sur la commune d'Eyragues à 6 km à vol d'oiseau, est de 15,2 °C et le cumul annuel moyen de précipitations est de 631,8 mm. 
La température maximale relevée sur cette station est de 42,2 °C, atteinte le 28 juin 2019 ; la température minimale est de −9,9 °C, atteinte le 2 mars 2005,,.
| Mois                                  | jan.          | fév.          | mars          | avril         | mai           | juin          | jui.          | août          | sep.          | oct.            | nov.            | déc.          | année     |
| ------------------------------------- | ------------- | ------------- | ------------- | ------------- | ------------- | ------------- | ------------- | ------------- | ------------- | --------------- | --------------- | ------------- | --------- |
| Température minimale moyenne (°C)     | 2,2           | 2,5           | 5             | 7,8           | 11,7          | 15,4          | 17,6          | 17,2          | 13,9          | 10,8            | 6,1             | 2,8           | 9,4       |
| Température moyenne (°C)              | 6,5           | 7,5           | 10,9          | 14            | 18,1          | 22,2          | 24,7          | 24,2          | 20,2          | 16,1            | 10,5            | 7             | 15,2      |
| Température maximale moyenne (°C)     | 10,9          | 12,5          | 16,8          | 20,2          | 24,4          | 29,1          | 31,7          | 31,3          | 26,5          | 21,3            | 14,9            | 11,2          | 20,9      |
| Record de froid (°C) date du record   | −8 12.01.10   | −8,9 25.02.05 | −9,9 02.03.05 | −3,1 08.04.21 | 3 08.05.04    | 8,2 05.06.14  | 9,3 18.07.00  | 9 30.08.1998  | 5,5 19.09.01  | −2,6 31.10.1997 | −7,4 23.11.1998 | −8,3 20.12.01 | −9,9 2005 |
| Record de chaleur (°C) date du record | 21,4 19.01.07 | 24,3 24.02.20 | 26,3 24.03.19 | 30,6 09.04.11 | 35,6 24.05.09 | 42,2 28.06.19 | 39,7 24.07.06 | 41,4 22.08.23 | 35,4 03.09.16 | 32,1 08.10.23   | 25,1 07.11.13   | 21 29.12.21   | 42,2 2019 |
| Précipitations (mm)                   | 50,8          | 32,6          | 40,6          | 59,1          | 55,5          | 33,7          | 23            | 30,2          | 80,1          | 85,7            | 93,5            | 47            | 631,8     |

| Diagramme climatique                                  |             |           |             |              |              |            |              |              |              |             |           |
| J                                                     | F           | M         | A           | M            | J            | J          | A            | S            | O            | N           | D         |
| 10,92,250,8                                           | 12,52,532,6 | 16,8540,6 | 20,27,859,1 | 24,411,755,5 | 29,115,433,7 | 31,717,623 | 31,317,230,2 | 26,513,980,1 | 21,310,885,7 | 14,96,193,5 | 11,22,847 |
| Moyennes : • Temp. maxi et mini °C • Précipitation mm |             |           |             |              |              |            |              |              |              |             |           |

Les paramètres climatiques de la commune ont été estimés pour le milieu du siècle (2041-2070) selon différents scénarios d'émission de gaz à effet de serre à partir des nouvelles projections climatiques de référence DRIAS-2020. Ils sont consultables sur un site dédié publié par Météo-France en novembre 2022.

## Urbanisme

### Typologie
Au 1er janvier 2024, Noves est catégorisée bourg rural, selon la nouvelle grille communale de densité à 7 niveaux définie par l'Insee en 2022.
Elle appartient à l'unité urbaine d'Avignon, une agglomération inter-régionale dont elle est une commune de la banlieue,. Par ailleurs la commune fait partie de l'aire d'attraction d'Avignon, dont elle est une commune de la couronne,. Cette aire, qui regroupe 48 communes, est catégorisée dans les aires de 200 000 à moins de 700 000 habitants,.

### Occupation des sols
L'occupation des sols de la commune, telle qu'elle ressort de la base de données européenne d’occupation biophysique des sols Corine Land Cover (CLC), est marquée par l'importance des territoires agricoles (80,9 % en 2018), en diminution par rapport à 1990 (84,7 %). La répartition détaillée en 2018 est la suivante : 
cultures permanentes (49,8 %), zones agricoles hétérogènes (25,1 %), zones urbanisées (8,2 %), terres arables (6 %), forêts (5,7 %), milieux à végétation arbustive et/ou herbacée (1,9 %), zones industrielles ou commerciales et réseaux de communication (1,8 %), espaces ouverts, sans ou avec peu de végétation (1,4 %). L'évolution de l’occupation des sols de la commune et de ses infrastructures peut être observée sur les différentes représentations cartographiques du territoire : la carte de Cassini (XVIIIe siècle), la carte d'état-major (1820-1866) et les cartes ou photos aériennes de l'IGN pour la période actuelle (1950 à aujourd'hui).

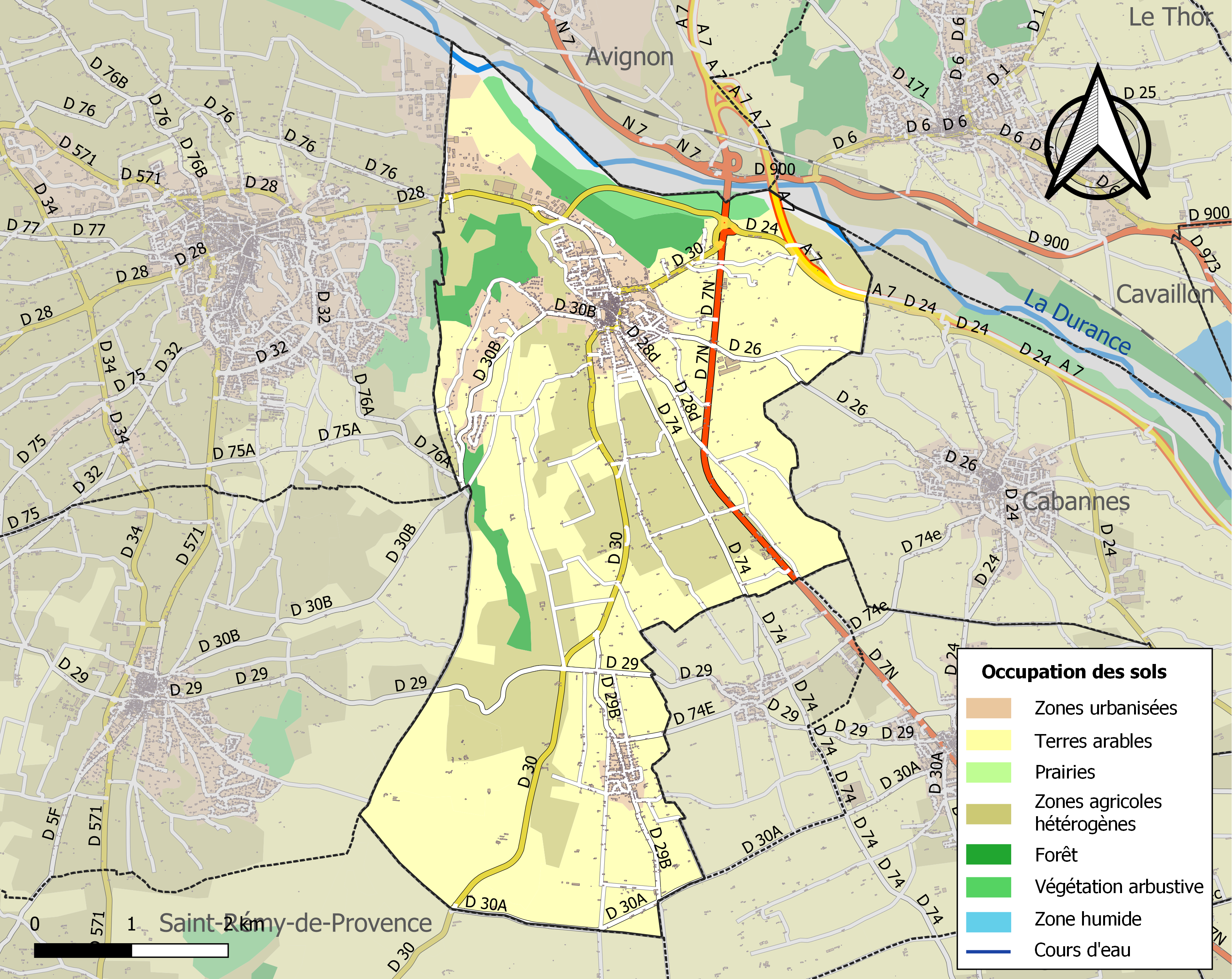
Carte des infrastructures et de l'occupation des sols de la commune en 2018 (CLC).

## Histoire
L'histoire de la commune de Noves est liée à l'histoire du bassin de l'Anguillon, vaste marécage dont l'assainissement a été la préoccupation des autorités (ecclésiastiques, seigneuriales puis municipales) successivement chargées de l'administration de la commune de Noves.

### Antiquité et Moyen Âge
Dès l'Antiquité, le territoire de Noves était un passage privilégié des voies de communication tant nord-sud qu’est-ouest. Cette situation due au passage à gué de la Durance, en fit un point de rencontre des Celtes venus du Nord, en l'occurrence la tribu des Cavares, avec les Ligures des rives méditerranéennes. 

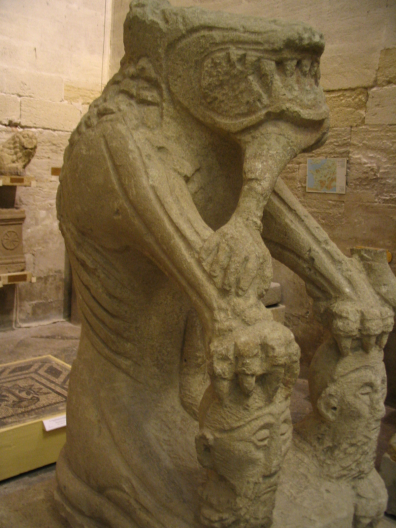
« Tarasque de Noves » (Musée lapidaire d'Avignon), seconde moitié du Ier siècle avant notre ère.

Deux oppida contrôlaient ce passage : l'oppidum du Pieu est l'ancêtre de Noves, puisqu'il vit l'installation des Cavares dès le VIe siècle av. J.-C. Plus tard, avec la paix romaine, l'habitat s'installe dans la plaine cultivée. Noves comptait alors quatre agglomérations : Agel, Fontchêne, Le Petit Tarascon et celle du Pieu, cette dernière étant de loin la plus importante.
La Tarasque de Noves a été exhumée, en 1849 par Joseph Joachin Meynaud, dans un champ près du cimetière de cette commune lors du dessouchage d'un mûrier. Elle reposait à 2,50 mètres de profondeur sur un sol de pierres brutes. Elle est datée entre -50 et le début de notre ère.
Les invasions barbares successives contraignirent la population à abandonner progressivement l'habitat des villae pour se réfugier sur la colline du Pieu et sur le rocher dit du château.
Au Xe siècle l'évêque d'Avignon devient propriétaire de la terre qu'il nomme non pas Noves mais « Terre de sainte Marie et de saint Étienne » ; le village est alors regroupé au pied du château, dans le quartier de Bourrian et protégé par une première enceinte dont reste peu de vestiges. L'évêque construisit l'église à son emplacement actuel, alors situé nettement en dehors de l'agglomération.
Au XIIe siècle, l'évêque d'Avignon conforte sa propriété sur cette terre et agrandit l'église paroissiale ; le château est cependant élevé sur le rocher éponyme et le village reçoit une enceinte plus importante qui passe par l'actuelle porte de l'horloge. Ce n'est qu'au XIVe siècle que de nouveaux remparts enceindront l'église.

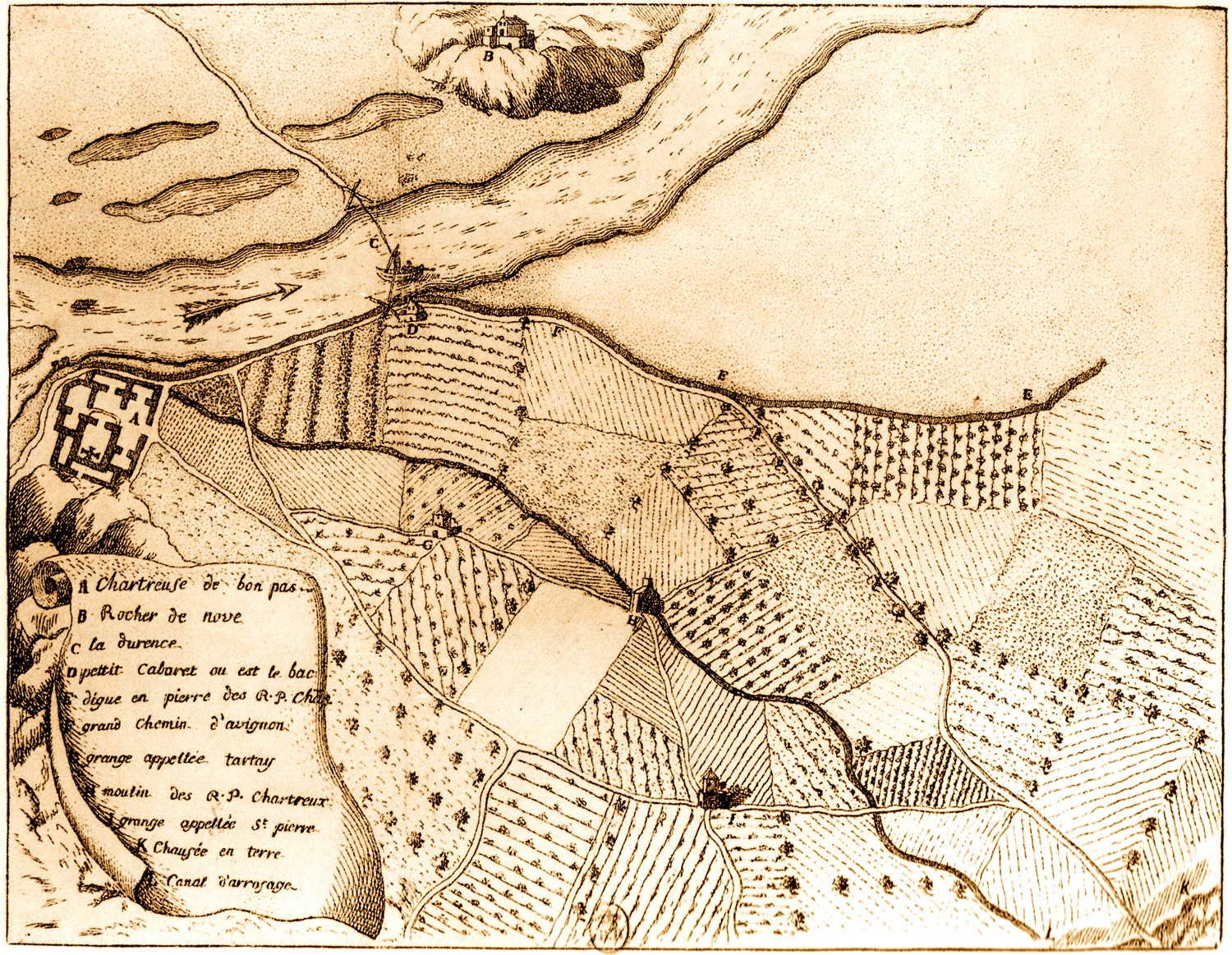
Le bac à traille entre Noves et la chartreuse de Bonpas.

Un bac permettant de traverser la Durance est attesté en 1240. Il donne ainsi une certaine importance au village, situé sur le camin romieu, chemin du pèlerinage à Rome.
À partir du Moyen Âge, le village est organisé en quartiers :
- le quartier de la Coste, regroupant l'esplanade du Château ;
- le quartier du Bourrian, face au quartier de la Coste ;
- le quartier du Marcat (tirant son nom du marché hebdomadaire qui s'y tenait et dont l'exclusivité fut confirmée par l'empereur Frédéric Ier Barberousse à l'évêque Geoffroi d'Avignon le 23 décembre 1157. Ce marché fut remplacé par une foire de Saint-Michel : renouvelée par une ordonnance de Charles IV le 27 mais 1367, elle cessa à la fin du XIVe siècle ;
- le quartier de Malbourguet, qui abrite l'église Saint-Baudile.

Les chapelles Notre-Dame-de-Pitié et Notre-Dame-de-Vacquières, ainsi que l'oratoire Saint-Eloi, sont situés en dehors de l'agglomération.

### Peste de 1721
Le 6 août 1721 est enregistré, à Noves, le premier décès dû à la peste. Le fléau éclate le 16 août suivant et, en à peine un mois et demi, fauchera 146 des 1 228 habitants de Noves.
Les chiffres de Noves paraissent modérés en comparaison des dégâts causés par l'épidémie dans le reste de la Provence. Cela est dû, selon les historiens, au fait que le village avait su prendre rapidement de sages mesures : infirmerie, limitation de la circulation, destruction des cadavres, mise en quarantaine des malades dans des cabanes installées sur le Pieu.
La maladie s'arrêta à Noves dès la fin du mois d'août ; c'est à ce moment que se place le vœu de la peste prononcé par le bureau de Noves le 1er septembre 1721 et rédigé par acte notarié. Depuis, la procession qui le marque se déroule fidèlement chaque année. Cependant, de nouveaux cas de peste se sont déclarés en septembre : les registres paroissiaux datent le dernier décès dû à la peste le 26 septembre 1721.
Une anecdote reste célèbre : une rue de Noves (appelée alors « rue de Gachon ») voit toutes ses maisons infectées. La place manquant au cimetière communal pour inhumer les défunts, on décide alors de murer les deux extrémités de la rue et d'y ouvrir une fosse commune pour y jeter les cadavres : par une échelle, on faisait passer aux « survivants » de la nourriture et de la chaux vive pour brûler les cadavres. Lorsque les murs furent abattus on trouva la fosse commune recouverte d'une herbe très haute !

### XIXeetXXesiècles
C'est à Noves que le premier pont sur la Basse Durance est construit, en 1809.
À l'été 1877, le café Passa, connu pour être républicain, est temporairement fermé par le préfet de l'Ordre Moral (rapporté par Jules Belleudy, dans « Le Réveil du Midi »).

### Bassin de l'Anguillon
Le bassin de l'Anguillon est une vaste plaine de 15 000 hectares limitée par la montagne des Alpilles, par les collines de la Petite Crau et par la Durance. Jadis marécageuse et impropre à la culture, cette région fut habitée par les Ligures. Tant sous leur domination qu’à l’époque romaine, les marécages servaient à la pêche.
En 1175, Geoffroy, évêque d'Avignon et seigneur de Noves, Agel et Verquières, décida d'assurer l'écoulement des eaux des marais en vue de leur assainissement. Son successeur, l'évêque Bernard obtint du seigneur d'Eyragues en 1257, la vente d'un immense terrain marécageux qui le rendit maître du lit et des rives de l'Anguillon. Il fit alors creuser l'Anguillon, devenu le principal canal d'écoulement des eaux. Après sa mort, l'évêque Zoen fit réaliser des travaux de drainage permettant d’améliorer l’écoulement des eaux.
En 1648, de nouveaux travaux améliorèrent l'écoulement des eaux ainsi que l’agrandissement des canaux naturels, le Grand Anguillon et le Petit Anguillon.
Un décret de Napoléon III du 22 juin 1863 organisa un Syndicat de dessèchement des marais de l'Anguillon, qui se substitua aux associations locales d’entretien des marais.

## Politique et administration

### Liste des maires

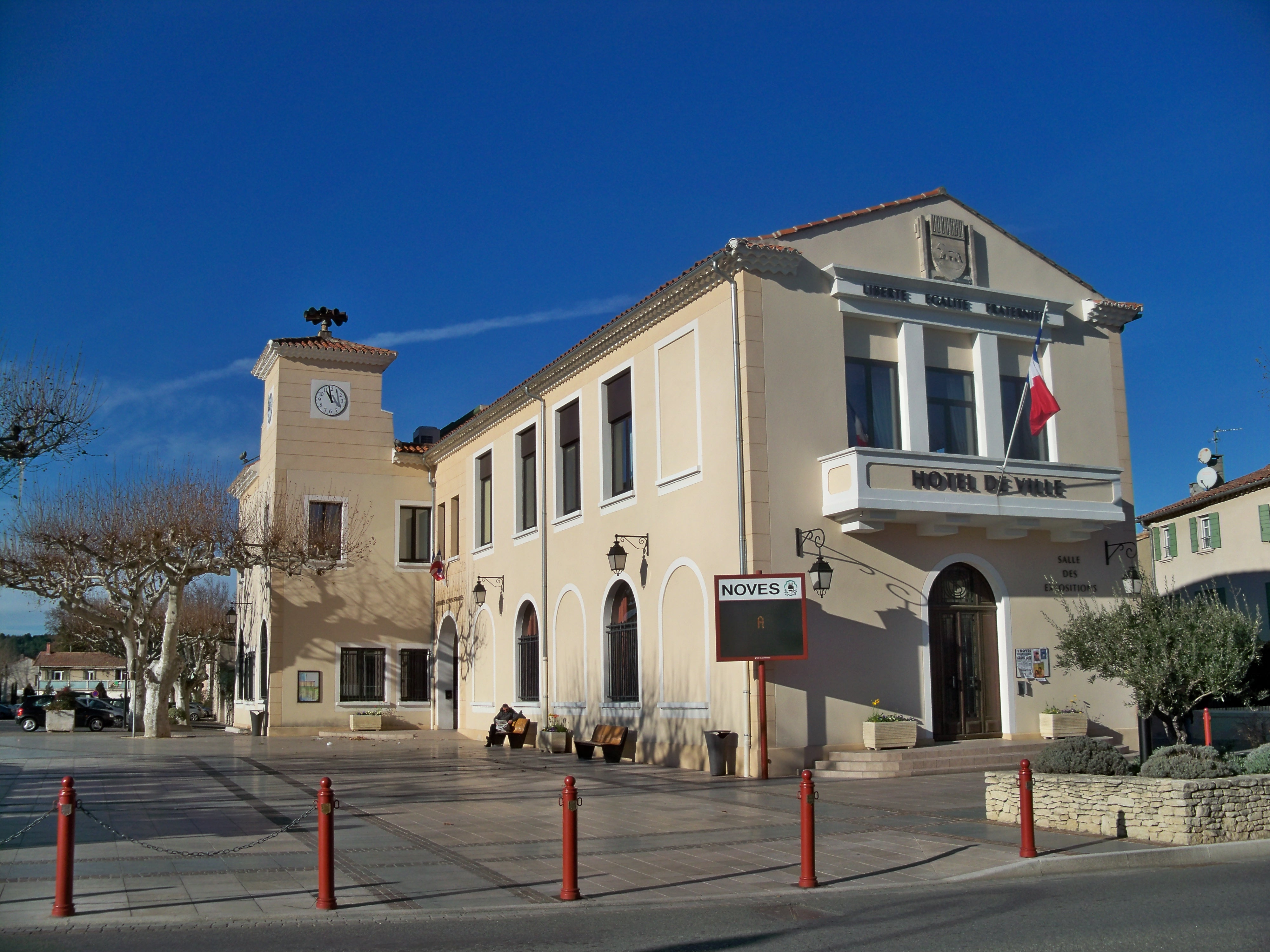
Mairie de Noves.

| Période                                  | Période  | Identité             | Étiquette | Qualité                                                     |
| ---------------------------------------- | -------- | -------------------- | --------- | ----------------------------------------------------------- |
| 1803                                     | 1814     | Claude-Honoré Madier | ...       | ...                                                         |
| 18**                                     | 18**     | Antoine Roux         | ...       | ...                                                         |
| 1878                                     | 1881     | Antoine Lagnel       | ...       | ...                                                         |
| 1940                                     | 1944     | Daniel Cruvelier     | ...       | ...                                                         |
| 1945                                     | 1971     | Norbert Silvestre    | ...       | ...                                                         |
| 1971                                     | 1992     | Marcel Ginoux        | PCF       | Viticulteur Suppléant du député Vincent Porelli (1973-1986) |
| 1992                                     | En cours | Georges Jullien      | PCF       | Retraité de l'enseignement                                  |
| Les données manquantes sont à compléter. |          |                      |           |                                                             |

## Population et société

### Démographie

#### Évolution démographique
L'évolution du nombre d'habitants est connue à travers les recensements de la population effectués dans la commune depuis 1793. Pour les communes de moins de 10 000 habitants, une enquête de recensement portant sur toute la population est réalisée tous les cinq ans, les populations de référence des années intermédiaires étant quant à elles estimées par interpolation ou extrapolation. Pour la commune, le premier recensement exhaustif entrant dans le cadre du nouveau dispositif a été réalisé en 2005.

En 2022, la commune comptait 5 918 habitants, en évolution de +1,18 % par rapport à 2016 (Bouches-du-Rhône : +2,48 %, France hors Mayotte : +2,11 %).
| 1793  | 1800  | 1806  | 1821  | 1831  | 1836  | 1841  | 1846  | 1851  |
| ----- | ----- | ----- | ----- | ----- | ----- | ----- | ----- | ----- |
| 1 200 | 1 490 | 1 262 | 1 772 | 1 908 | 1 877 | 1 927 | 2 051 | 2 161 |

| 1856  | 1861  | 1866  | 1872  | 1876  | 1881  | 1886  | 1891  | 1896  |
| ----- | ----- | ----- | ----- | ----- | ----- | ----- | ----- | ----- |
| 2 174 | 2 130 | 2 187 | 2 200 | 2 018 | 2 064 | 2 038 | 2 111 | 2 173 |

| 1901  | 1906  | 1911  | 1921  | 1926  | 1931  | 1936  | 1946  | 1954  |
| ----- | ----- | ----- | ----- | ----- | ----- | ----- | ----- | ----- |
| 2 260 | 2 408 | 2 494 | 2 475 | 2 642 | 2 823 | 2 929 | 2 840 | 2 984 |

| 1962  | 1968  | 1975  | 1982  | 1990  | 1999  | 2005  | 2006  | 2010  |
| ----- | ----- | ----- | ----- | ----- | ----- | ----- | ----- | ----- |
| 3 267 | 3 579 | 3 593 | 3 693 | 4 021 | 4 440 | 4 845 | 4 906 | 5 233 |

| 2015  | 2020  | 2022  | - | - | - | - | - | - |
| ----- | ----- | ----- | - | - | - | - | - | - |
| 5 761 | 5 827 | 5 918 | - | - | - | - | - | - |

#### Pyramide des âges
La population de la commune est plus âgée que celle du département. En 2018, le taux de personnes d'un âge inférieur à 30 ans s'élève à 33,1 %, soit un taux inférieur à la moyenne départementale (35,3 %). À l'inverse, le taux de personnes d'un âge supérieur à 60 ans (26,9 %) est supérieur au taux départemental (26,3 %).
En 2018, la commune comptait 2 870 hommes pour 2 996 femmes, soit un taux de 51,07 % de femmes, inférieur au taux départemental (52,24 %).
Les pyramides des âges de la commune et du département s'établissent comme suit :
| Hommes | Classe d’âge | Femmes |
| ------ | ------------ | ------ |
| 0,7    | 90 ou +      | 2,3    |
| 7,4    | 75-89 ans    | 9,0    |
| 16,9   | 60-74 ans    | 17,6   |
| 19,8   | 45-59 ans    | 20,9   |
| 19,8   | 30-44 ans    | 19,6   |
| 16,4   | 15-29 ans    | 13,4   |
| 19,1   | 0-14 ans     | 17,3   |

| Hommes | Classe d’âge | Femmes |
| ------ | ------------ | ------ |
| 0,8    | 90 ou +      | 1,9    |
| 7,6    | 75-89 ans    | 9,8    |
| 16,2   | 60-74 ans    | 17,2   |
| 19,7   | 45-59 ans    | 19,5   |
| 18,8   | 30-44 ans    | 18,6   |
| 18,4   | 15-29 ans    | 16,9   |
| 18,6   | 0-14 ans     | 16,1   |

### Manifestations culturelles et festivités
La vie de la commune de Noves est ponctuée par de nombreux évènements, outre les fêtes officielles. Ces évènements sont liés à l'histoire de Noves : 
- Saint-Éloi : le 1er dimanche de juin ;
- Saint-Baudile : dernier dimanche d'août ;
- Vœu de la Peste : 1er lundi de septembre ;
- Fête du Patrimoine : 3e week-end de septembre ;
- Courses de taureaux, organisées par les clubs taurins de Noves et des Paluds de Noves.

### Sports et loisirs

#### Rugby à XV
Le Racing club novais rugby a fusionné en 2017 avec le Rugby club sorguais Rhône Ouvèze pour devenir le Rugby club Noves Eyragues.

## Économie

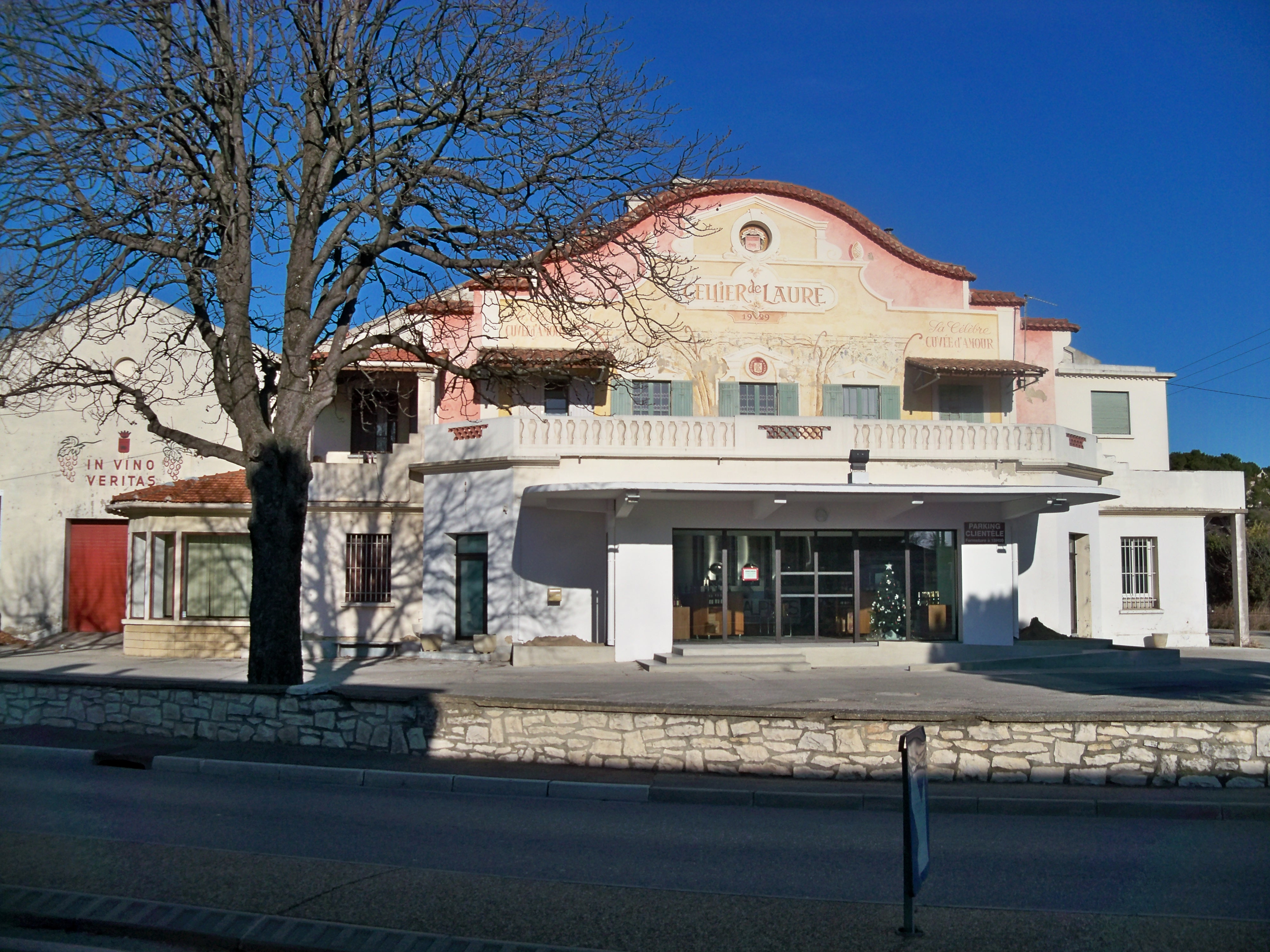
Cave Coopérative de Noves - Cellier de Laure.

### Agriculture
Le vin de pays des Alpilles est un vin de pays de zone, au nord des Bouches-du-Rhône qui a vocation à labelliser, après dégustation, les vins ne pouvant postuler à l'appellation d'origine. Jusqu'en 2000, il portait le nom de vin de pays de la Petite Crau. La production est d'environ 6 000 hectolitres par an. Son vignoble, installé sur un plateau caillouteux, est limité, au nord, par la Durance et au sud, par les Alpilles.

## Culture et patrimoine

### Lieux et monuments

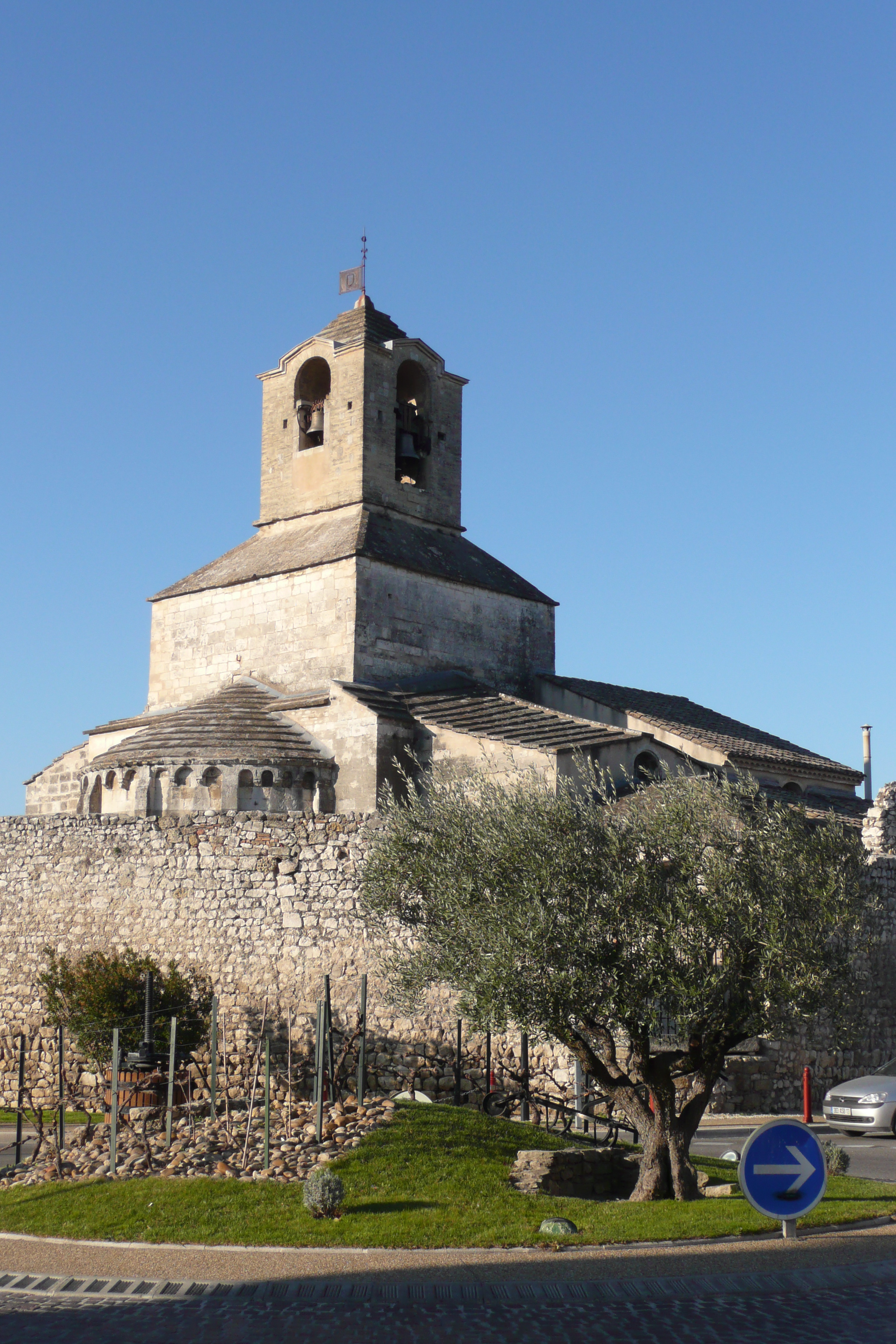
Église Saint-Baudille.

#### Église Saint-Baudile
L'église paroissiale de Noves est consacrée à saint Baudile, patron de la commune ; celui-ci était un légionnaire romain converti au christianisme et qui subit le martyre à Nîmes en 300.
L'édifice a été classé au titre des monuments historiques en 1999.
L'emplacement de l'église actuelle était déjà occupé, au IIIe siècle par un lieu de culte paléochrétien. Plus tard, les invasions pousseront les habitants à s'installer sur la colline du Pieu mais une chapelle sera édifiée sur les ruines du sanctuaire gallo-romain, pour préserver le site cultuel. À la fin du Xe siècle, sur ce site primitif, l'évêque d'Avignon ordonna la construction d'une nouvelle église paroissiale dédiée à saint Baudile.

#### Chapelle des Pénitents blancs
La chapelle des Pénitents blancs fut construite au XIIe siècle par le pape Jean XXII sur l'emplacement d'une ancienne synagogue. Elle fut consacrée à la Vierge Marie sous la dénomination Notre-Dame-d'Enville.
Elle fut le théâtre, le 13 janvier 1325, de la signature du contrat de mariage de Hugues de Sade avec Laure fille d'Audibert de Noves dite " La belle Laure ".
En mai 1581, monseigneur d'Armagnac, archevêque d'Avignon, attribue la chapelle à la confrérie des Pénitents blancs, nouvellement créée.
À la Révolution française, la commune en devient officiellement propriétaire et ses cloches sont envoyées à Tarascon, avec celles de la chapelle Notre-Dame-de-Vacquières, pour y être fondues et transformées en monnaies.
Désaffectée, la chapelle demeure inoccupée jusqu'en 1950, date à laquelle elle est transformée en lavoirs.
En 1991, le conseil municipal décide d'installer, dans cette ancienne chapelle, une bibliothèque municipale ; dénommée 'médiathèque municipale Marc-Mielly, elle fut inaugurée le 17 mai 1995.

#### Notre-Dame-de-Piété
La colline du Pieu (du celte[précision nécessaire] Puech, « tertre ») est le lieu d'installation des premiers habitants, 600 ans avant Jésus-Christ. Elle marque donc l'origine du village de Noves.
Une première chapelle correspondant à la nef de l'actuelle est édifiée en 1631. Des frères Observantins de l'ordre des Franciscains (la mère de saint François d'Assise était originaire de Tarascon) s'y installe à la même époque. C'est ainsi que lui a été étendue, comme à d'autres églises ou chapelles tenues par les franciscains, l'indulgence accordée à la chapelle de Saint-François-d'Assise appelée Portioncule dont la fête est célébrée chaque année le 1er août.
Pendant l'épidémie de peste de 1721 des cabanes furent construites autour de l'ermitage pour recevoir les malades en quarantaine.
En 1722, à la suite de la promesse faite le 1er septembre 1721 lors de l'épidémie de la peste, la chapelle du Vœu a été édifiée. D'autres éléments comme le narthex furent ajoutés au XVIIe siècle.

#### Moulin de la Roque
Principal moulin à farine de l'arrondissement de Noves, le moulin de la Roque est édifié sur la rivière de l'Anguillon. C'est en effet vers 1790 que Charles-Baudile Roux (époux de Thérèse Poulinet, et grand-oncle de Frédéric Mistral) acquiert, au lieu-dit la Roque un ensemble de terres et de constructions d'un ancien moulin à draps sur l'emplacement duquel il édifie un moulin à eau.
À la mort de Charles-Baudile Roux, en 1850 , le moulin passe entre les mains de son fils Antoine-Laurent Roux. Le moulin se développe rapidement et devient une des principales entreprises de la commune. Au décès d'Antoine Roux, en 1883, la société Roux frères réunit, pour l'exploitation du moulin, ses trois fils Eugène Roux, Jules Roux et Denis Roux. Le moulin ne comportant alors que les bâtiments industriels, la maison de maître est édifiée au début du XXe siècle.
La Seconde Guerre mondiale voit le déclin des moulins ruraux, qui s'éteignent rapidement ; le moulin de la Roque continue, lui, de fonctionner et ne cessera son activité qu'en 1962. À cette date, et depuis 1908, le moulin appartient en indivision aux familles Cruvelier et Roux, descendantes d'Eugène Roux.
Véritable ouvrage d'art, le barrage en pierres construit sur l'Anguillon pour alimenter le moulin est racheté par le syndicat intercommunal de l'Anguillon en 1977 puis démoli ; le dernier minotier de la Roque, Stanislas Roux (fils d'Eugène Roux), mourra en 1979.
En 1981, les héritiers d'Eugène Roux vendent le moulin. Depuis 1994, le propriétaire actuel le baron Guy Fallon a longuement restauré les bâtisses, tout en gardant l'esprit historique du lieu. C'est aujourd'hui un domaine touristique (location de meublés de tourisme).

### Personnalités liées à la commune
- Antoine Baudile Rassis (1769-1857) : juge et homme politique, né et mort à Noves.

### Héraldique
| Armes de Noves | Les armes peuvent se blasonner ainsi : D'or à un ours de sable, et un chef du même. |